# Distretti della Guinea Equatoriale

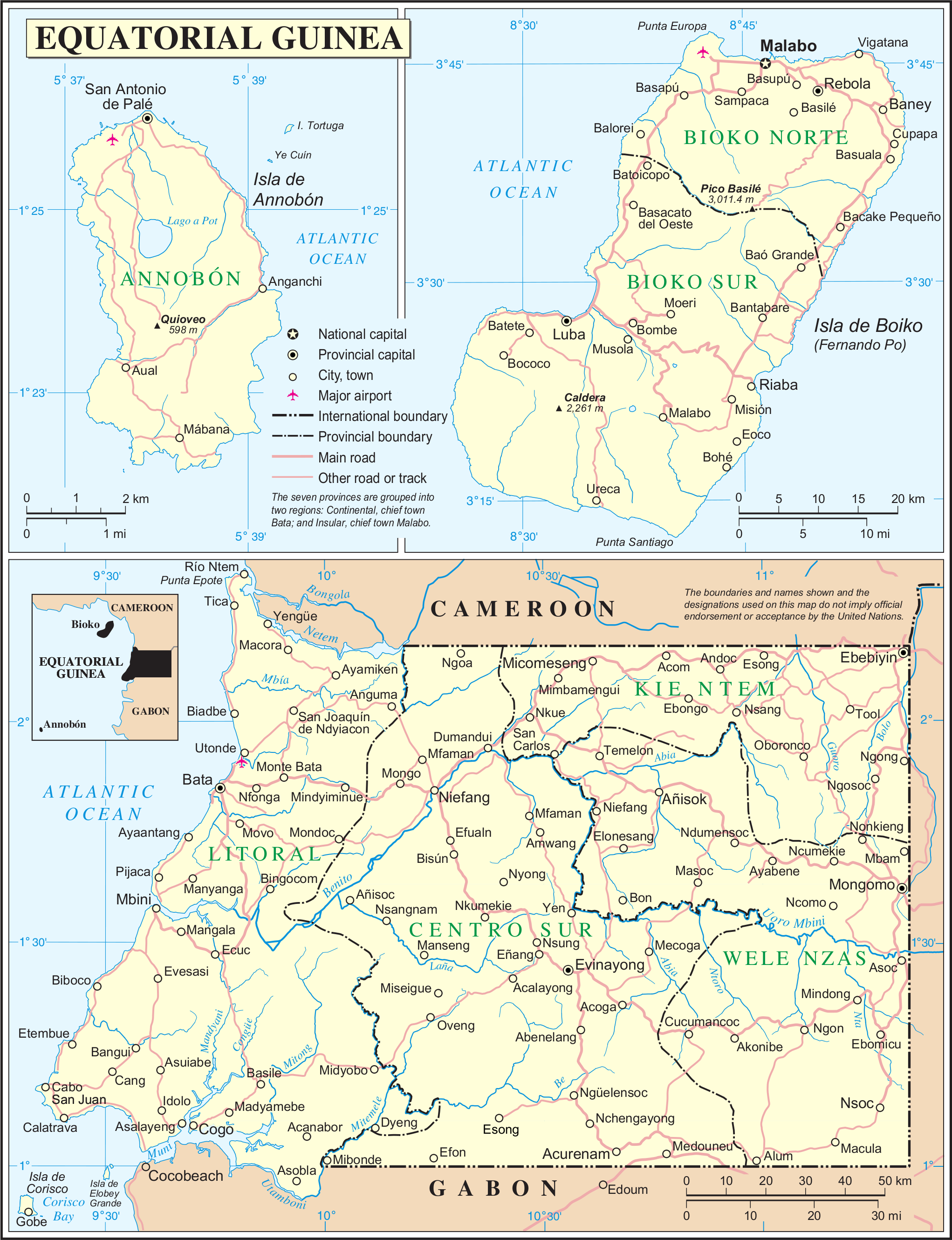
Mappa della Guinea Equatoriale

I distretti della Guinea Equatoriale sono una suddivisione amministrativa di secondo livello dello stato africano.
In base all'articolo 3 della Costituzione le 7 province sono formate da 18 distretti a loro volta suddivisi in 30 comuni. La Provincia di Annobón è composta da un unico distretto.

## Elenco dei distretti
L'elenco dei distretti è il seguente:
- Annobón
- Malabo
- Baney
- Luba
- Riaba
- Bata
- Mbini
- Cogo
- Evinayong
- Niefang
- Akurenam
- Ebibeyin
- Micomeseng
- Nsok Nsomo
- Mongomo
- Añisok
- Nsork
- Akonibe